# Global Young Academy

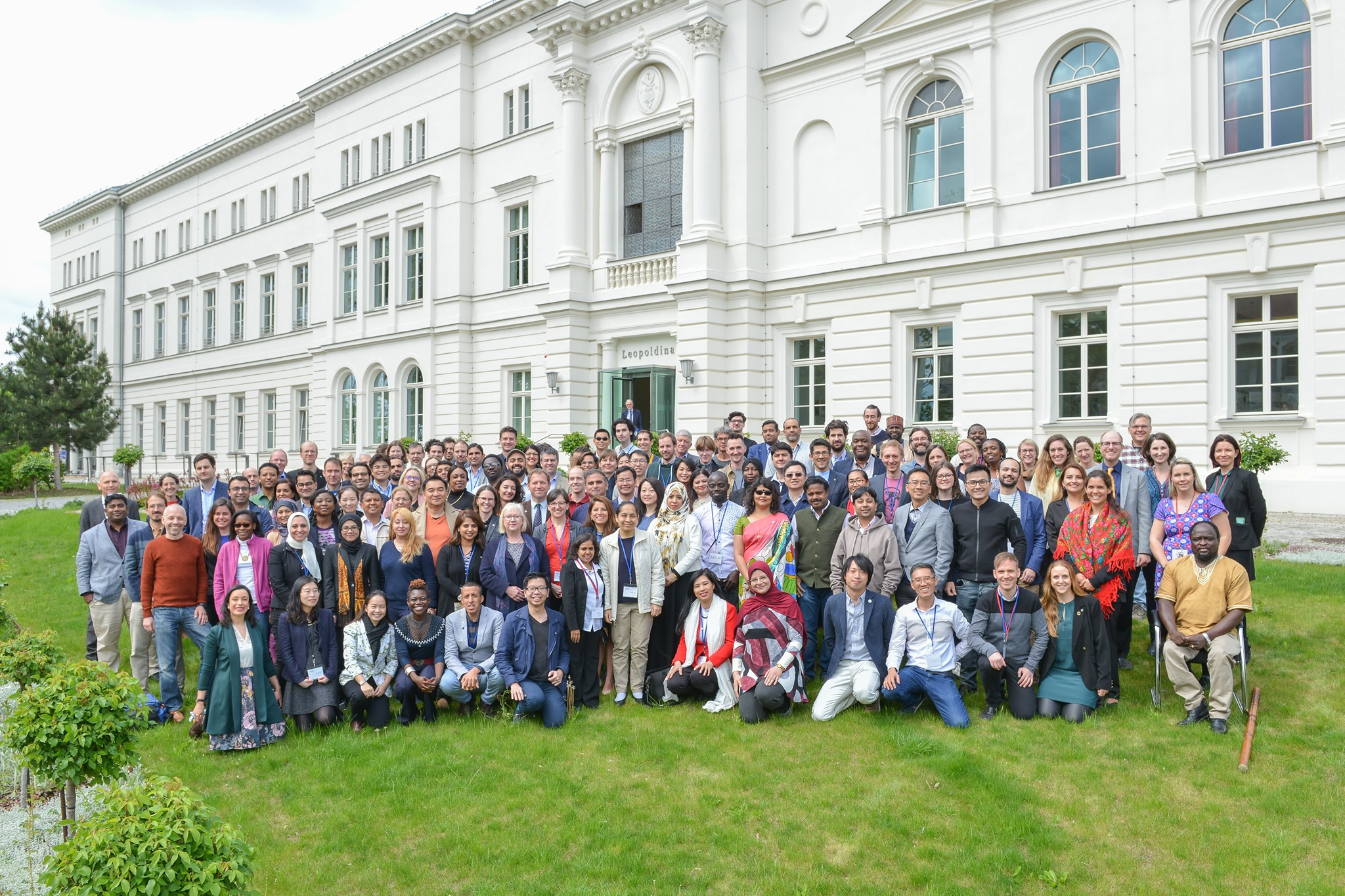
Mitglieder und Alumni der Global Young Academy anlässlich der Jubiläums-Jahreshauptversammlung 2019 in der Leopoldina in Halle.

Die Global Young Academy (GYA) ist eine internationale Gesellschaft junger Wissenschaftler, die das Ziel verfolgt, jungen Wissenschaftlern auf der ganzen Welt eine Stimme zu verleihen.
Die Anzahl der Mitglieder ist auf 200 begrenzt. Die Mitgliedschaft dauert 5 Jahre.

## Organisation und Mitgliedschaft
Die Global Young Academy  will Zusammenarbeit und Dialog auf internationaler, generationenübergreifender und interdisziplinärer Ebene fördern.
Zur GYA gehören Arbeitsgruppen, die sich den Themen naturwissenschaftliche Bildung, Wissenschaft und Gesellschaft, Karriereförderung für junge Wissenschaftler sowie interdisziplinären Themen widmen.

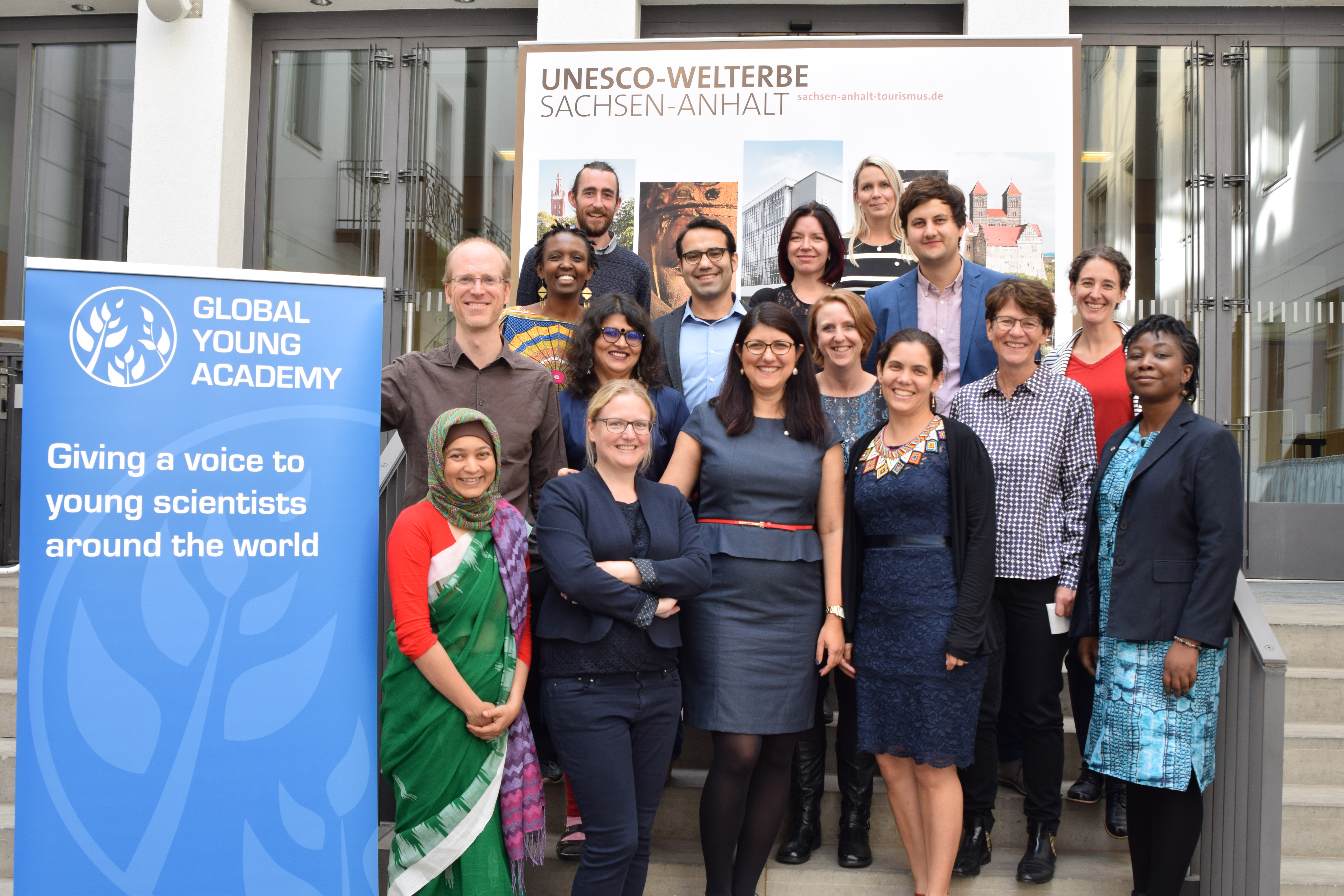
Der Vorstand der Global Young Academy 2019/2020, zusammen mit der Geschäftsführerin und weiteren Mitarbeitern der Geschäftsstelle.

Das typische Alter der Mitglieder beträgt rund 35 Jahre. Mitglieder sollten ihre Promotion vor mehreren Jahren abgeschlossen haben. Die Anzahl der Mitglieder ist auf 200 begrenzt, die Mitgliedschaft endet nach fünf Jahren. Mitglieder werden auf Basis wissenschaftlicher Exzellenz und ihres gesellschaftlichen Beitrages ausgewählt. Am Beginn des Auswahlverfahrens steht ein Prozess von Nominierungen durch hochrangige Wissenschaftler, nationale Wissenschaftsakademien oder die Bewerber selbst. Dem folgt ein Peer-Review-Verfahren durch bestehende Mitglieder. Die GYA erreichte 2014 ihre volle Kapazität von 200 Mitgliedern. Zudem gibt es 258 Alumni. Ab 2019 sind 83 Länder in der GYA vertreten.
Die Geschäftsstelle der GYA hat ihren Sitz an der Deutschen Nationalen Akademie der Wissenschaften Leopoldina in Halle (Saale).

## Geschichte
Die Global Young Academy wurde 2010 in Berlin – nach einem vorausgehenden Organisationstreffen im Jahr 2008, das vom InterAcademy Panel und dem Weltwirtschaftsforum gesponsert wurde, und einem zweiten Organisationstreffen im Jahr 2009 in Dalian, China – gegründet. Die ersten Co-Vorsitzenden nach der Gründung waren Gregory Weiss, Chemiker an der University of California, Irvine, USA, und Nitsara Karoonuthaisiri vom Nationalen Zentrum für Gentechnik und Biotechnologie in Thailand. Die 2018 ausgeschiedenen Co-Vorsitzenden sind Tolullah Oni und Connie Nshemereirwe, Actualise Africa, Uganda. Die aktuellen (2019) Co-Vorsitzenden sind Connie Nshemereirwe und Koen Vermeir.
Die GYA arbeitet eng mit fast allen bedeutenden wissenschaftlichen Organisationen auf der ganzen Welt zusammen, wie der UNESCO, dem wissenschaftlichen Beirat des UN-Generalsekretärs, dem ISC (ehemals ICSU), der IAP, dem Global Research Council, der Gemeinsamen Forschungsstelle der Europäischen Kommission, dem World Science Forum und der World Academy of Sciences (TWAS). Die GYA ist aktiv am Aufbau nationaler junger Akademien auf der ganzen Welt beteiligt.
Zudem entwickelte die GYA mehrere internationale Forschungsprojekte und Kampagnen. Es wurde die GYA eingeladen, dem Beirat der UN Major Group for Children and Youth (UN MGCY) beizutreten. Seit 2019 ist die GYA Vollmitglied der InterAcademy Partnership (IAP), einem weltweiten Netzwerk von 138 Akademien für Wissenschaft, Technik und Medizin.

Liste der Co-Vorsitzenden
2010/11 Nitsara Karoonuthaisiri & Gregory A Weiss
2011/12 Bernard Slippers & Gregory A Weiss
2012/13 Rees Kassen & Bernard Slippers
2013/14 Rees Kassen & Sameh H Soror
2014/15 Sameh H Soror & Eva Alisic
2015/16 Eva Alisic & Orakanoke Phanraksa
2016/17 Orakanoke Phanraksa & Mari-Vaughn Johnson
2017/18 Tolullah Oni & Moritz Riede
2018/19 Tolullah Oni & Connie Nshemereirwe
2019/20 Connie Nshemereirwe & Koen Vermeir

## Ziele
Die Akademie strebt danach, junge Wissenschaftler zusammenzubringen, um globale Probleme und politische Fragen zu lösen, die interdisziplinäre Expertise erfordern, junge Menschen zu wissenschaftlichen Karrieren zu ermutigen, eine Wissenschaftskultur zu fördern, in der herausragende Forschungsleistungen höher bewertet werden als das Dienstalter und die Basis der Wissenschaft weltweit zu verbessern, indem Forschern in Ländern mit rückständigen nationalen wissenschaftlichen Programmen Unterstützung und Anerkennung geboten werden.
Ein Schwerpunkt der GYA ist die aktive Förderung des Ausbaus des globalen Netzwerks von (nationalen) jungen Akademien auf der ganzen Welt. Seit 2010 wurden 36 nationale junge Akademien gegründet. Seit 2019 gibt es davon weltweit 41 sowie mehr als 10 ähnliche Einrichtungen, weitere stehen kurz vor der Gründung. Die GYA unterstützt gemeinsame Projekte sowie regionale und globale Treffen junger Akademien.

## Namhafte Mitglieder
- Tilman Brück
- Anna-Karin Tornberg
- Mihai Netea
- Rajesh Gopakumar
- Lisa Herzog
- Verena Lepper
- Ernesto Lupercio
- Michael Bronstein
- Prinzessin Sumaya bint Hassan (Beirat)
- Bruce Alberts (Beirat)
- Helmut Schwarz (Beirat)